# Lalita Gupte
Lalita D. Gupte (* 1948) ist eine indische Managerin. Sie war bis 2006 Geschäftsführerin im Vorstand der ICICI Bank, der größten privaten Bank in Indien, und gilt als eine herausragende Persönlichkeit im Bankwesen Indiens. 

## Karriere
Lalita Gupte studierte am Institut européen d’administration des affaires, einer der weltweit renommiertesten Business Schools. Nach ihrer Zeit am Jamnalal Bajaj Institute of Management Studies in Mumbai begann sie 1971 als Trainee ihre Karriere bei der ICICI Bank (damals noch ICICI Ltd). Sie durchlief diverse Positionen und Abteilungen und ihr wurde ein maßgeblicher Anteil am erfolgreichen Börsengang des Bankhauses an die New York Stock Exchange (ICICI war das erste indische Unternehmen, welches an der NYSE gelistet wurde) zugesprochen. 2001 stieg Lalita Gupte als Joint Managing Director in den Vorstand auf und war in dieser Position bis Ende Oktober 2006. Momentan ist Gupte Chairperson of the Board ICICI Venture sowie Mitglied im Aufsichtsrat bei Nokia sowie seit 2010 Mitglied im Board of Directors bei Alstom. 
Lalita Gupte hat zwei Kinder, lebt in Mumbai, erhielt 2002 den Women of the Year Award von der International Women’s’ Association und hält Seminare an führenden Lehreinrichtungen, u. a. an der Harvard University. Das Forbes Magazine zählte Lalita Gupte zu den „100 Most Powerful Women“, das Wirtschaftsmagazin Fortune zu den „50 Most Powerful Women in International Business“. 